# (9180) Samsagan
(9180) Samsagan es un asteroide perteneciente al cinturón de asteroides, región del sistema solar que se encuentra entre las órbitas de Marte y Júpiter.
Fue descubierto el 8 de abril de 1991 por Eleanor F. Helin  desde el Observatorio Palomar.

## Designación y nombre
Designado provisionalmente como 1991 GQ, fue nombrado en honor a  el hijo de Carl Sagan y Ann Druyan, Samuel Democritus Druyan Sagan (n. 1991) quien se inspira en la belleza y el poder de las palabras. Espera convertirse en escritor. La familia y los amigos reconocen sus maneras amables y su preocupación por los demás.

## Características orbitales
(9180) Samsagan está situado a una distancia media del Sol de 3,181 ua, pudiendo alejarse hasta 3,362 ua y acercarse hasta 3,000 ua. Su excentricidad es 0,057 y la inclinación orbital 15,759 grados. Emplea 2072,37 días en completar una órbita alrededor del Sol.
Los próximos acercamientos a la órbita de Júpiter ocurrirán el 7 de junio de 2119, el 11 de mayo de 2130 y el 9 de abril de 2141.
Pertenece a la familia de asteroides de (375) Ursula.

## Características físicas
La magnitud absoluta de (9180) Samsagan es 12,73. Tiene 16,064 km de diámetro y su albedo se estima en 0,068.